# Himmelev Sogn
Himmelev Sogn er et sogn i Roskilde Domprovsti (Roskilde Stift).
I 1800-tallet var Himmelev Sogn et selvstændigt pastorat. Det hørte til Sømme Herred i Roskilde Amt. Himmelev sognekommune blev ved kommunalreformen i 1970 indlemmet i Roskilde Kommune.
I Himmelev Sogn ligger Himmelev Kirke fra begyndelsen af 1100-tallet og Trekroner Kirke fra 2019 samt kirken i Roskilde Kloster, der hører til Himmelev Sogn selvom det er omgivet af Roskilde Domsogn.
I sognet findes følgende autoriserede stednavne:
- Elleore (areal)
- Himmelev (bebyggelse, ejerlav)
- Maglehøjgård (bebyggelse)
- Ny Himmelev (bebyggelse)
- Risø (areal)
- Trekroner (bydel) [2]
- Veddelev (bebyggelse, ejerlav)